# Szód
Szód (Săud), település Romániában, a Partiumban, Bihar megyében.

## Fekvése
Belényestől, Mézgedtől délkeletre, a Fekete-Körös egyik mellékvölgyében, a Petrószi patak mellett, Fericse és Alsópojény közt fekvő település.

## Története
Szód nevét 1588-ban említette először oklevél Zoodh néven.
1692-ben Szehud, 1808-ban Szód, Szoód, 1913-ban Szód néven írták.
1851-ben Fényes Elek írta a településről:
Szoód, Bihar vármegyében, 329 óhitü lakossal, s anyatemplommal. Birja a váradi görög püspök.
zód.
1910-ben 472 lakosából 5 magyar, 467 román volt. Ebből 467 görögkeleti ortodox, 7 izraelita volt.
A trianoni békeszerződés előtt Bihar vármegye Belényesi járásához tartozott.

## Nevezetességek
- Görög keleti ortodox temploma - 1700 körül épült.

## Jegyzetek

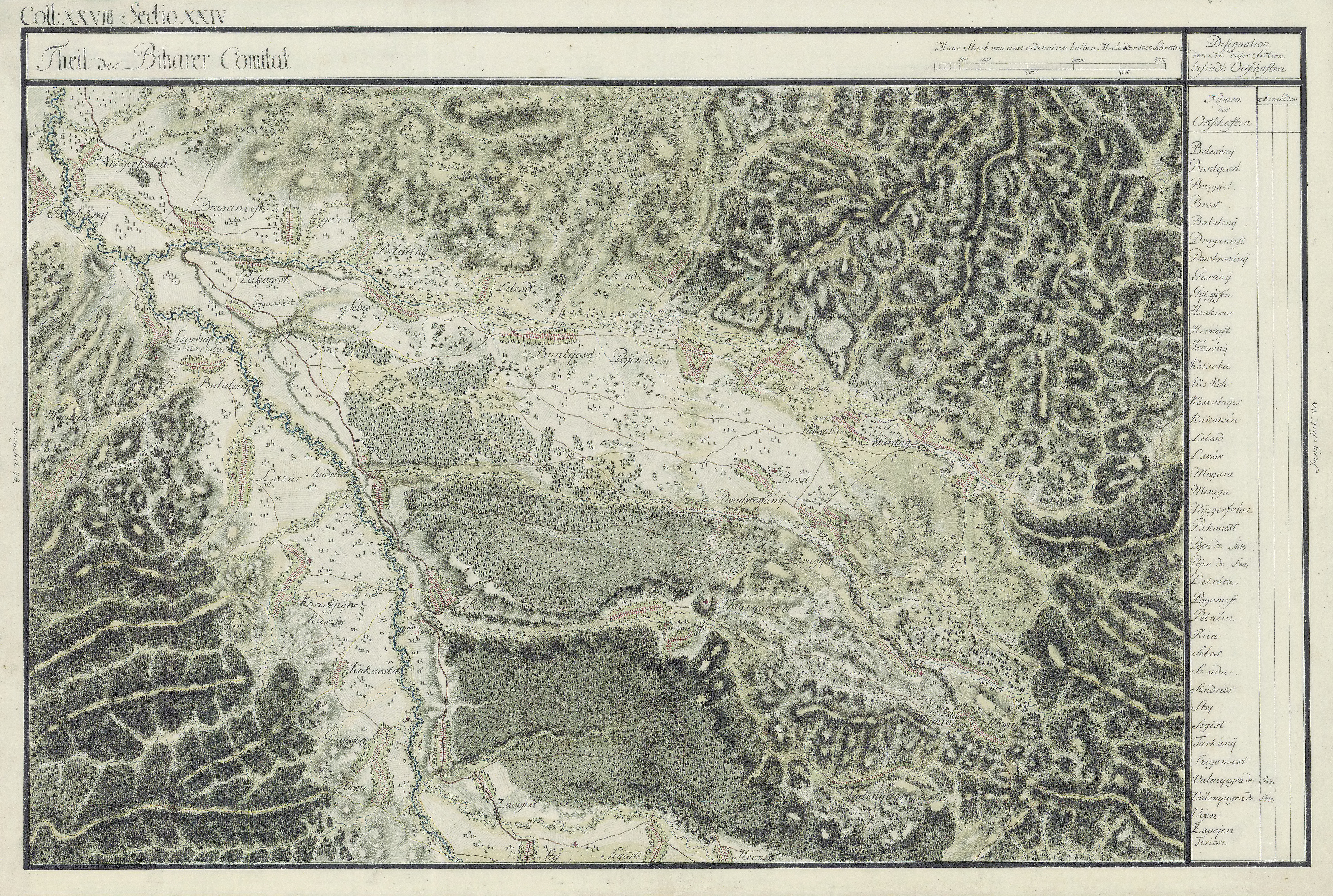
Szód egy régi térképen